# Materiałochłonność
Materiałochłonność – wielkość nakładów materiałowych poniesionych przy wytworzeniu określonych dóbr użytkowych. 
Materiałochłonność wyznaczana jest przez ilość materiału zużytego na wytworzenie danej wartości użytkowej, czyli produktu zaspokajającego określone potrzeby materialne jego użytkownika. Poziom i dynamikę materiałochłonności określa się często za pomocą wyrażanych w jednostkach naturalnych, lub wartościowo, wskaźników materiałochłonności całkowitej produkcji lub wskaźników materiałochłonności jednostkowej produkcji, które mówią o ilości (wartości) zużytego materiału oraz liczbie (wartości) wyrobów wytworzonych z tego materiału. Czasami ilość lub wartość zużytego materiału odnosi się do określonego parametru użytkowego wyrobu. Analiza materiałochłonności produkcji jest zatem podstawą analizy i oceny efektywności gospodarowania materiałami.